# 1002
Cette page concerne l'année 1002  du calendrier julien. Pour l'année 1002 av. J.-C., voir 1002 av. J.-C. Pour le nombre 1002, voir 1002 (nombre).
L'année 1002 est une année commune qui commence un jeudi.

## Événements
- Début du règne de Suryavarman Ier, roi du Cambodge, fondateur de la dynastie des Surya (fin en 1050). Il doit affronter plusieurs compétiteurs avant de s'imposer vers 1010[1].

### Europe
- 23 janvier[2] : mort d'Otton III au château de Paternò, près de Civita Castellana.

- 15 février[2] : Arduin d’Ivrée est élu roi d'Italie à Pavie après la mort d'Otton III.

- 21 mai : Almanzor quitte Cordoue pour une campagne contre la Castille au cours de laquelle il incendie le monastère de San Millán de la Cogolla[3].

- 7 juin : Henri II le Saint est élu et couronné roi des Romains à Mayence. Il est sacré empereur romain germanique à Rome en 1014[4] (fin de règne en 1024).

- Juillet : Almanzor est battu à Calatañazor par le comte de Castille Sanche Garciez, soutenu par le royaume de León et la Navarre[5]. Cette bataille mentionnée par les chroniqueurs latins du XIIIe siècle et omise par les sources musulmanes, est probablement légendaire[3].
- 25 juillet : les Saxons reconnaissent le roi Henri II à l'assemblée de Mersebourg[6].

- 10 août : 
  - Venise défend Bari contre les Arabes de Sicile[7]. Les Vénitiens repoussent les musulmans hors du canal d'Otrante (1002-1003)[8]. L’Adriatique devient un lac vénitien.
  - Couronnement de Cunégonde de Luxembourg, épouse de l'empereur Henri II[4].
  - Almanzor meurt dans la nuit du 10 au 11 août, malade, à Medinaceli[9]. Le califat de Cordoue amorce sa chute tandis que l’armée nomme et destitue les califes. Les Berbères, les Arabes, les Slaves et les Espagnols s’affrontent pour le pouvoir.

- 1er octobre : le prétendant Hermann II de Souabe reconnaît le roi Henri II à Bruchsal[6].
- 15 octobre : à la mort d'Henri Ier sans héritier, son fils adoptif, le comte Otte-Guillaume, veut accaparer le duché de Bourgogne au détriment du neveu du défunt, le roi Robert II. Au printemps suivant, le roi entreprend la conquête du duché de Bourgogne (fin en 1005)[10].

- 1er novembre : donation d'Haselbach. Le Margrave d'Autriche Henri de Babenberg reçoit de l'empereur différents domaines. La région de Vienne (Wienerwald) est annexée à l’Ostmark[11]. Une forteresse est construite à proximité des ruines de l’ancienne Vindobona romaine, qui deviendra Vienne.
- 13 novembre : nuit de la Saint-Brice. Projet de massacre général des Danois en Angleterre, peut-être inspiré par le beau-frère d’Æthelred le Malavisé, Richard II de Normandie. Le projet fait long feu, mais beaucoup de Scandinaves périssent, dont (selon une tradition sans fondement historique) Gunnhildr, sœur de Sven de Danemark.

- Brian Boru dépose Máel Sechnaill et devient roi suprême d'Irlande[12].
- Nouvelle attaque des Danois sur l’Angleterre. Æthelred le Malavisé verse 24 000 livres de danegeld[13].
- Révolte de l’aristocratie païenne hongroise dirigée par Ajtony, un chef de tribu de Transylvanie du sud, qui entretenait des relations avec l’Empire bulgare[14]. Bien que païen, il fait venir des moines de la ville de Vidin, sur le Danube. Étienne Ier de Hongrie le bat et la Transylvanie sera rattachée à son domaine en 1006. Ajtony est tué en 1028.
- Boleslas le Vaillant soumet les Wendes de Lusace. Il entre en conflit avec leur protecteur Henri II de Bavière (1002-1005, 1007-1013, 1015-1018)[15].
- L'empereur byzantin Basile II, met en place l'allèlengyon, obligation pour les puissants de compléter les contributions que les plus pauvres ne peuvent pas payer[16].
- Premier pèlerinage du comte d'Angers Foulques Nerra à Jérusalem (1002-1003)[17].